# Matteo Donegà
Matteo Donegà (* 1. April 1998 in Bondeno) ist ein italienischer Radrennfahrer.

## Sportlicher Werdegang
Donegà betrieb während seiner gesamten Karriere Straßen- und Bahnradsport und war in letzterer Disziplin deutlich erfolgreicher. Bei den Junioren war er 2015 und 2016 dreifacher italienischer Meister im Madison und Omnium. Im Punktefahren war er Vize-Europameister bei den Junioren (2016), in der U23 (2018) und in der Elite (2020). Sein größter Erfolg war ein Nations-Cup-Sieg 2022 in Cali im Omnium. Dies bescherte ihm auch einen Startplatz in der Track Champions League 2022, wo er in den Scratch-Rennen von Berlin und Saint-Quentin-en-Yvelines jeweils Dritter wurde.
Auf der Straße fuhr er 2016 mit der Nationalmannschaft Paris–Roubaix Juniors und die Junioren-Friedensfahrt. 2013 gewann er die Trofeo Papà Cervi. Seit 2019 fährt er für das Cycling Team Friuli, ein UCI Continental Team, das seit 2024 CTF Victorious heißt; nennenswerte Erfolge konnte er dabei nicht verbuchen. In Rennen der UCI WorldTour oder der UCI ProSeries war er bis Ende 2023 nie am Start.

## Erfolge
2015
 Italienischer Meister – Madison (Junioren; mit Niccolò Gozzi)
2016
 Italienischer Meister – Madison (Junioren; mit Niccolò Gozzi)
 Italienischer Meister – Omnium (Junioren)
 Europameisterschaften – Punktefahren (Junioren)
2018
 Europameisterschaften – Punktefahren (U23)
2019
500+1 Kolo
2020
 Europameisterschaften – Punktefahren
2022
 Nations Cup in Cali – Omnium